# ФК Тукумс 2000
„Тукумс 2000“ (на латвийски: Futbola klubs Tukums 2000) е футболен отбор от едноименния град Тукумс в Латвия.
Тимът играе мачовете си на градския стадион в Тукумс с капацитет 325 места. Играе във Висшата лига на Латвия. Дебюта си във Висшата лига прави през 2019 година.

## История
Основан през 2000 година.. От 2014 година носи настоящото си име.

## Успехи
- Премиер лига
  - 6-о място (1): 2022
- Купа на Латвия
  - 1/2 финалист (1): 2023
- Първа лига А (2 ниво)
  -  Шампион (1): 2019